# 天主教聖何塞德爾瓜維亞雷教區
天主教聖何塞德爾瓜維亞雷教區（拉丁語：Dioecesis Sancti Iosephi a Guaviare）是哥倫比亞一個羅馬天主教教區，屬比亞維森西奧總教區。

## 歷史
1989年1月19日設宗座代牧區，1999年10月29日升為教區，時屬波哥大總教區。2004年7月3日改屬比亞維森西奧總教區至今。

## 現況
教區位於瓜維亞雷省，2004年有教友108,500人，佔轄區總人口90.4%。教區下轄十五個堂區，有廿三名司鐸。現任教區主教為方濟·安多尼·涅托·蘇阿。